# Liste der Flussübergänge der Themse
Dies ist eine Liste der Flussübergänge der Themse, inklusive Brücken, Tunnel, Fähren und Seilbahnen. Die Aufzählung beginnt bei der Mündung und folgt dem Flusslauf bis zur Quelle.

## Von der Nordsee nach London
| Übergang                           | Typ               | Koordinaten                     | Eröffnung | Bemerkungen                                                      |
| ---------------------------------- | ----------------- | ------------------------------- | --------- | ---------------------------------------------------------------- |
| Gravesend–Tilbury                  | Fährverbindung    | 51° 26′ 55″ N, 0° 22′ 3,9″ O    | vor 1571  | Personenfähre                                                    |
| 380-kV-Themse-Freileitungskreuzung | Stromleitung      | 51° 27′ 53,5″ N, 0° 17′ 46,7″ O | 1965      |                                                                  |
| High Speed 1                       | Eisenbahntunnel   | 51° 27′ 46,1″ N, 0° 17′ 37,1″ O | 2007      | zwei Tunnel zwischen Swanscombe (Kent) und West Thurrock (Essex) |
| Queen Elizabeth II Bridge          | Autobahnbrücke    | 51° 27′ 52,4″ N, 0° 15′ 30,6″ O | 1991      | Schrägseilbrücke, Verkehr nach Süden, M25 motorway               |
| Dartford Crossing                  | Autobahntunnel    | 51° 27′ 54,2″ N, 0° 15′ 28,8″ O | 1963/1980 | zwei Tunnelröhren, Verkehr nach Norden, M25 motorway             |
| Dartford-Kabeltunnel               | Versorgungstunnel | 51° 28′ 5″ N, 0° 14′ 58″ O      | 2003      | Tunnel mit elektrischen Kabeln, nur für Personal zugänglich      |

## Ost-London
| Übergang                           | Typ             | Koordinaten                    | Eröffnung | Bemerkungen                                                          |
| ---------------------------------- | --------------- | ------------------------------ | --------- | -------------------------------------------------------------------- |
| Thames Gateway Bridge              | Straßenbrücke   | 51° 30′ 31″ N, 0° 5′ 13″ O     |           | Projekt im Jahr 2008 aufgegeben                                      |
| Tunnel der Docklands Light Railway | Stadtbahntunnel | 51° 29′ 54,2″ N, 0° 4′ 30,6″ O | 2009      | zwischen King George V und Woolwich Arsenal                          |
| Crossrail-Tunnel                   | U-Bahn-Tunnel   | 51° 29′ 48″ N, 0° 3′ 54,7″ O   | 2022      |                                                                      |
| Woolwich-Fußgängertunnel           | Fußgängertunnel | 51° 29′ 47,8″ N, 0° 3′ 44,2″ O | 1912      |                                                                      |
| Woolwich-Fähre                     | Fährverbindung  | 51° 29′ 47,5″ N, 0° 3′ 42,2″ O | 1889      | Personen- und Fahrzeugfähre, kostenlose Benutzung                    |
| Thames Barrier                     | Flutschutzwehr  | 51° 29′ 49,9″ N, 0° 2′ 12,7″ O | 1984      | Servicetunnel nur für Personal zugänglich                            |
| London Cable Car                   | Gondelbahn      | 51° 30′ 9,5″ N, 0° 0′ 41,9″ O  | 2012      |                                                                      |
| Tunnel der Jubilee Line            | U-Bahn-Tunnel   | 51° 30′ 18,8″ N, 0° 0′ 30,1″ O | 1999      | zwischen Canning Town und North Greenwich                            |
| östlicher Blackwall-Tunnel         | Straßentunnel   | 51° 30′ 19″ N, 0° 0′ 7″ W      | 1967      | Verkehr in südlicher Richtung                                        |
| westlicher Blackwall-Tunnel        | Straßentunnel   | 51° 30′ 13,5″ N, 0° 0′ 13,7″ W | 1897      | Verkehr in nördlicher Richtung                                       |
| Tunnel der Jubilee Line            | U-Bahn-Tunnel   | 51° 30′ 4,3″ N, 0° 0′ 18,3″ W  | 1999      | zwischen Canary Wharf und North Greenwich                            |
| Tunnel der Docklands Light Railway | Stadtbahntunnel | 51° 29′ 6,3″ N, 0° 0′ 31,4″ W  | 1999      | zwischen Island Gardens und Cutty Sark                               |
| Greenwich-Fußgängertunnel          | Fußgängertunnel | 51° 29′ 5,3″ N, 0° 0′ 35,2″ W  | 1902      |                                                                      |
| Tunnel der Jubilee Line            | U-Bahn-Tunnel   | 51° 30′ 10″ N, 0° 1′ 45,8″ W   | 1999      | zwischen Canary Wharf und Canada Water                               |
| Canary Wharf–Rotherhithe           | Fährverbindung  | 51° 30′ 18,6″ N, 0° 1′ 48,4″ W | 1999      | Personenfähre                                                        |
| Rotherhithe-Tunnel                 | Straßentunnel   | 51° 30′ 23″ N, 0° 2′ 55″ W     | 1908      | Tunnelröhre mit zwei Fahrspuren im Gegenverkehr                      |
| Thames Tunnel                      | Eisenbahntunnel | 51° 30′ 11″ N, 0° 3′ 16″ W     | 1843      | weltweit erster Tunnel unter einem Fluss, Teil von London Overground |

## Zentral-London
| Übergang                                     | Typ                            | Koordinaten                    | Eröffnung | Bemerkungen                                                |
| -------------------------------------------- | ------------------------------ | ------------------------------ | --------- | ---------------------------------------------------------- |
| Tower Bridge                                 | Straßenbrücke                  | 51° 30′ 19,8″ N, 0° 4′ 31,6″ W | 1894      | Klappbrücke mit zwei Brückentürmen                         |
| Tower Subway                                 | Versorgungstunnel              | 51° 30′ 24″ N, 0° 4′ 46″ W     | 1870      | ursprünglich als U-Bahn-Tunnel erbaut                      |
| Tunnel der Northern Line                     | U-Bahn-Tunnel                  | 51° 30′ 28″ N, 0° 5′ 13″ W     | 1900      | zwischen Bank und dem Bahnhof London Bridge                |
| London Bridge                                | Straßenbrücke                  | 51° 30′ 28″ N, 0° 5′ 16″ W     | 1973      | mehrere Vorgängerbauten seit 50 n. Chr.                    |
| Tunnel der City and South London Railway     | U-Bahn-Tunnel                  | 51° 30′ 28,8″ N, 0° 5′ 20,1″ W | 1890      | zwischen King William Street und Borough, 1900 geschlossen |
| Cannon Street Railway Bridge                 | Eisenbahnbrücke                | 51° 30′ 30″ N, 0° 5′ 30,8″ W   | 1982      | Vorgängerbau von 1866                                      |
| Southwark Bridge                             | Straßenbrücke                  | 51° 30′ 32″ N, 0° 5′ 38,7″ W   | 1921      | Vorgängerbau von 1819                                      |
| Millennium Bridge                            | Fußgängerbrücke                | 51° 30′ 34,7″ N, 0° 5′ 54,8″ W | 2000      | Hängebrücke                                                |
| Blackfriars Railway Bridge                   | Eisenbahnbrücke                | 51° 30′ 35″ N, 0° 6′ 11,8″ W   | 1886      | Vorgängerbau von 1864                                      |
| Blackfriars Bridge                           | Straßenbrücke                  | 51° 30′ 35″ N, 0° 6′ 16″ W     | 1869      | Vorgängerbau von 1769                                      |
| Tunnel der Waterloo & City Line              | U-Bahn-Tunnel                  | 51° 30′ 35,1″ N, 0° 6′ 20,5″ W | 1898      | zwischen Bank und Monument und Waterloo                    |
| Garden Bridge                                | Fußgängerbrücke                | 51° 30′ 34,7″ N, 0° 6′ 47″ W   |           | in Planung                                                 |
| Waterloo Bridge                              | Straßenbrücke                  | 51° 30′ 31″ N, 0° 7′ 1″ W      | 1945      | Vorgängerbau von 1817                                      |
| Tunnel der Northern Line                     | U-Bahn-Tunnel                  | 51° 30′ 24″ N, 0° 7′ 11″ W     | 1926      | zwischen Embankment und Waterloo                           |
| Hungerford Bridge mit Golden Jubilee Bridges | Eisenbahn- und Fußgängerbrücke | 51° 30′ 22″ N, 0° 7′ 13″ W     | 1864/2002 | Vorgängerbau von 1845                                      |
| Tunnel der Bakerloo Line                     | U-Bahn-Tunnel                  | 51° 30′ 19,4″ N, 0° 7′ 13,9″ W | 1906      | zwischen Embankment und Waterloo                           |
| Tunnel der Jubilee Line                      | U-Bahn-Tunnel                  | 51° 30′ 4,5″ N, 0° 7′ 18″ W    | 1999      | zwischen Westminster und Waterloo                          |
| Westminster Bridge                           | Straßenbrücke                  | 51° 30′ 3,1″ N, 0° 7′ 18,7″ W  | 1862      | Vorgängerbau von 1750                                      |
| Lambeth Bridge                               | Straßenbrücke                  | 51° 29′ 40,3″ N, 0° 7′ 22,4″ W | 1932      | Vorgängerbau von 1862                                      |
| Vauxhall Bridge                              | Straßenbrücke                  | 51° 29′ 15,1″ N, 0° 7′ 37,3″ W | 1906      | Vorgängerbau von 1816                                      |
| Tunnel der Victoria Line                     | U-Bahn-Tunnel                  | 51° 29′ 13,8″ N, 0° 7′ 38,7″ W | 1971      | zwischen Pimlico und Vauxhall                              |
| Grosvenor Bridge                             | Eisenbahnbrücke                | 51° 29′ 4,7″ N, 0° 8′ 50,4″ W  | 1859      |                                                            |

## West-London
| Übergang                 | Typ                            | Koordinaten                     | Eröffnung | Bemerkungen                                          |
| ------------------------ | ------------------------------ | ------------------------------- | --------- | ---------------------------------------------------- |
| Chelsea Bridge           | Straßenbrücke                  | 51° 29′ 4,2″ N, 0° 8′ 59,3″ W   | 1937      | Hängebrücke, Vorgängerbau von 1858                   |
| Albert Bridge            | Straßenbrücke                  | 51° 28′ 56″ N, 0° 10′ 0″ W      | 1873      | Schrägseilbrücke                                     |
| Battersea Bridge         | Straßenbrücke                  | 51° 28′ 52,1″ N, 0° 10′ 21,1″ W | 1890      | Vorgängerbau von 1771                                |
| Battersea Railway Bridge | Eisenbahnbrücke                | 51° 28′ 23,1″ N, 0° 10′ 44,8″ W | 1863      |                                                      |
| Wandsworth Bridge        | Straßenbrücke                  | 51° 27′ 53,9″ N, 0° 11′ 16,4″ W | 1940      | Vorgängerbau von 1873                                |
| Fulham Railway Bridge    | U-Bahn- und Fußgängerbrücke    | 51° 27′ 57″ N, 0° 12′ 34,8″ W   | 1889      | District Line zwischen Putney Bridge und East Putney |
| Putney Bridge            | Straßenbrücke                  | 51° 28′ 1,1″ N, 0° 12′ 46,5″ W  | 1886      | Vorgängerbau von 1729                                |
| Hammersmith Bridge       | Straßenbrücke                  | 51° 29′ 18,3″ N, 0° 13′ 48,8″ W | 1887      | Kettenbrücke, Vorgängerbau von 1827                  |
| Barnes Railway Bridge    | Eisenbahn- und Fußgängerbrücke | 51° 28′ 21,9″ N, 0° 15′ 13,9″ W | 1895      | Vorgängerbau von 1849                                |
| Chiswick Bridge          | Straßenbrücke                  | 51° 28′ 23,1″ N, 0° 16′ 11,1″ W | 1933      |                                                      |
| Kew Railway Bridge       | U-Bahn- und Eisenbahnbrücke    | 51° 29′ 2,3″ N, 0° 16′ 45,8″ W  | 1869      | District Line zwischen Gunnersbury und Kew Gardens   |
| Kew Bridge               | Straßenbrücke                  | 51° 29′ 13,6″ N, 0° 17′ 14,9″ W | 1903      | Vorgängerbauten von 1759 und 1789                    |
| Richmond Lock            | Schleuse                       | 51° 27′ 44,1″ N, 0° 19′ 2,1″ W  | 1894      | mit Fußgängerbrücke                                  |
| Twickenham Bridge        | Straßenbrücke                  | 51° 27′ 37,6″ N, 0° 18′ 51″ W   | 1933      |                                                      |
| Richmond Railway Bridge  | Eisenbahnbrücke                | 51° 27′ 36,1″ N, 0° 18′ 48,7″ W | 1848      |                                                      |
| Richmond Bridge          | Straßenbrücke                  | 51° 27′ 26,6″ N, 0° 18′ 25,3″ W | 1777      | von 1937 bis 1940 verbreitert                        |
| Hammerton’s Ferry        | Fährverbindung                 | 51° 26′ 48,2″ N, 0° 18′ 50,6″ W | 1909      | Personenfähre                                        |
| Teddington Lock          | Schleuse                       | 51° 25′ 49,3″ N, 0° 19′ 18,6″ W | 1889      | mit zweiteiliger Fußgängerbrücke über Flussinsel     |
| Kingston Railway Bridge  | Eisenbahnbrücke                | 51° 24′ 48,7″ N, 0° 18′ 30,6″ W | 1863      |                                                      |
| Kingston Bridge          | Straßenbrücke                  | 51° 24′ 40,2″ N, 0° 18′ 31,9″ W | 1828      | mehrere Vorgängerbauten seit dem 12. Jahrhundert     |
| Hampton Court Bridge     | Straßenbrücke                  | 51° 24′ 13,2″ N, 0° 20′ 33″ W   | 1933      | Vorgängerbauten von 1753, 1778 und 1865              |
| Hampton Ferry            | Fährverbindung                 | 51° 24′ 42,9″ N, 0° 21′ 44,8″ W | 1514      | Personenfähre In Betrieb März bis Oktober            |

## Von London nach Windsor
| Übergang                   | Typ                           | Koordinaten                     | Eröffnung | Bemerkungen                                             |
| -------------------------- | ----------------------------- | ------------------------------- | --------- | ------------------------------------------------------- |
| Walton Bridge              | Straßenbrücke                 | 51° 23′ 14,7″ N, 0° 25′ 52,4″ W | 2013      | Vorgängerbauten von 1750, 1788, 1864, 1953 und 1999     |
| Shepperton–Weybridge       | Fährverbindung                | 51° 22′ 56″ N, 0° 27′ 25″ W     | 16. Jh.   | Personenfähre                                           |
| Chertsey Bridge            | Straßenbrücke                 | 51° 23′ 20″ N, 0° 29′ 11,1″ W   | 1785      | Vorgängerbau von 1530                                   |
| M3 Chertsey Bridge         | Autobahnbrücke                | 51° 23′ 38,7″ N, 0° 29′ 11,5″ W | 1974      | M3 motorway                                             |
| Staines Railway Bridge     | Eisenbahnbrücke               | 51° 25′ 50,3″ N, 0° 30′ 40,4″ W | 1856      |                                                         |
| Staines Bridge             | Straßenbrücke                 | 51° 25′ 59,9″ N, 0° 31′ 0,8″ W  | 1832      | mehrere Vorgängerbauten seit 1228                       |
| M25 Runnymede Bridge       | Autobahn- und Fußgängerbrücke | 51° 26′ 14,6″ N, 0° 32′ 4,6″ W  | 1961      | M25 motorway, 1983 und 2001 verbreitert                 |
| Albert Bridge              | Straßenbrücke                 | 51° 28′ 16,5″ N, 0° 35′ 3″ W    | 1928      |                                                         |
| Datchet Bridge             | Straßenbrücke                 | 51° 28′ 54,9″ N, 0° 34′ 57,4″ W | 1706      | 1848 abgerissen                                         |
| Victoria Bridge            | Straßenbrücke                 | 51° 29′ 16,2″ N, 0° 35′ 29,2″ W | 1967      | Vorgängerbau von 1851                                   |
| Black Potts Railway Bridge | Eisenbahnbrücke               | 51° 29′ 33,2″ N, 0° 35′ 49,3″ W | 1849      |                                                         |
| Windsor Bridge             | Fußgängerbrücke               | 51° 29′ 9,3″ N, 0° 36′ 30″ W    | 1824      | mehrere Vorgängerbauten seit 1172, Fahrverbot seit 1970 |
| Windsor Railway Bridge     | Eisenbahnbrücke               | 51° 29′ 12,6″ N, 0° 37′ 4,4″ W  | 1849      |                                                         |
| Queen Elizabeth Bridge     | Straßenbrücke                 | 51° 29′ 12,6″ N, 0° 37′ 22,5″ W | 1966      |                                                         |

## Von Windsor nach Reading
| Übergang                  | Typ                            | Koordinaten                     | Eröffnung | Bemerkungen                                     |
| ------------------------- | ------------------------------ | ------------------------------- | --------- | ----------------------------------------------- |
| Summerleaze Footbridge    | Fußgängerbrücke                | 51° 29′ 59,1″ N, 0° 40′ 53,7″ W | 1996      |                                                 |
| M4 Thames Bridge          | Autobahn- und Fußgängerbrücke  | 51° 30′ 24,7″ N, 0° 41′ 9,7″ W  | 1961      | M4 motorway                                     |
| Maidenhead Railway Bridge | Eisenbahnbrücke                | 51° 31′ 16,1″ N, 0° 42′ 6,3″ W  | 1838      | Great Western Main Line                         |
| Maidenhead Bridge         | Straßenbrücke                  | 51° 31′ 26,2″ N, 0° 42′ 7,6″ W  | 1777      | mehrere Vorgängerbauten seit 1280               |
| Cookham Bridge            | Straßenbrücke                  | 51° 33′ 44,4″ N, 0° 42′ 21,6″ W | 1867      | Vorgängerbrücke von 1840                        |
| Bourne End Railway Bridge | Eisenbahn- und Fußgängerbrücke | 51° 34′ 30,1″ N, 0° 42′ 51,1″ W | 1895      |                                                 |
| Marlow By-pass Bridge     | Straßenbrücke                  | 51° 33′ 58″ N, 0° 45′ 43″ W     | 1972      |                                                 |
| Marlow Bridge             | Straßenbrücke                  | 51° 34′ 2,2″ N, 0° 46′ 23,7″ W  | 1832      | Kettenbrücke, Vorgängerbauten von 1530 und 1789 |
| Temple Footbridge         | Fußgängerbrücke                | 51° 33′ 5,3″ N, 0° 47′ 49,3″ W  | 1989      |                                                 |
| Hambleden Lock            | Schleuse                       | 51° 33′ 33,7″ N, 0° 52′ 17,9″ W | 1994      | mit Fußgängerbrücke, Vorgängerbau von 1773      |
| Henley Bridge             | Straßenbrücke                  | 51° 32′ 15,1″ N, 0° 54′ 1,1″ W  | 1786      | mehrere Vorgängerbauten seit 1232               |
| Shiplake Railway Bridge   | Eisenbahnbrücke                | 51° 30′ 7,3″ N, 0° 52′ 41,1″ W  | 1897      |                                                 |
| Sonning Bridge            | Straßenbrücke                  | 51° 28′ 36,6″ N, 0° 54′ 59″ W   | 1775      | Vorgängerbau von 1530                           |
| Sonning Backwater Bridges | Straßenbrücke                  | 51° 28′ 36,7″ N, 0° 54′ 59,4″ W | 1986      | hölzerner Vorgängerbau                          |
| Caversham Lock            | Schleuse                       | 51° 27′ 40,1″ N, 0° 57′ 54,5″ W | 1875      | mit Fußgängerbrücke, Vorgängerbau von 1778      |
| Reading Bridge            | Straßenbrücke                  | 51° 27′ 39,5″ N, 0° 58′ 4,5″ W  | 1923      |                                                 |
| Caversham Bridge          | Straßenbrücke                  | 51° 27′ 57,2″ N, 0° 58′ 37,8″ W | 1926      | mehrere Vorgängerbauten seit 1231               |

## Von Reading nach Oxford
| Übergang                     | Typ              | Koordinaten                     | Eröffnung | Bemerkungen                                            |
| ---------------------------- | ---------------- | ------------------------------- | --------- | ------------------------------------------------------ |
| Reading Festival Bridge      | Fußgängerbrücke  | 51° 28′ 2″ N, 1° 0′ 43″ W       | 2008      | temporäres Bauwerk während des Reading Festival        |
| Whitchurch Bridge            | Straßenbrücke    | 51° 29′ 12,4″ N, 1° 5′ 6,4″ W   | 1902      | Vorgängerbau von 1792 mautpflichtig                    |
| Gatehampton Railway Bridge   | Eisenbahnbrücke  | 51° 30′ 41,8″ N, 1° 7′ 40,2″ W  | 1838      | Great Western Main Line                                |
| Goring and Streatley Bridge  | Straßenbrücke    | 51° 31′ 22,6″ N, 1° 8′ 29,5″ W  | 1923      | Vorgängerbau von 1837                                  |
| Moulsford Railway Bridge     | Eisenbahnbrücke  | 51° 33′ 29,1″ N, 1° 8′ 33,1″ W  | 1892      | Vorgängerbau von 1838, Great Western Main Line         |
| Winterbrook Bridge           | Straßenbrücke    | 51° 35′ 18,4″ N, 1° 7′ 24,7″ W  | 1993      |                                                        |
| Wallingford Bridge           | Straßenbrücke    | 51° 36′ 2,6″ N, 1° 7′ 13,7″ W   | 1809      | mehrere Vorgängerbauten seit 1141                      |
| Benson Lock                  | Schleuse         | 51° 36′ 58,8″ N, 1° 6′ 55,1″ W  | 1870      | mit Fußgängerbrücke, Vorgängerbau von 1788             |
| Shillingford Bridge          | Straßenbrücke    | 51° 37′ 26,8″ N, 1° 8′ 22,5″ W  | 1827      | Vorgängerbau von 1767                                  |
| Little Wittenham Bridge      | Fußgängerbrücke  | 51° 38′ 13,7″ N, 1° 10′ 49″ W   | 1870      |                                                        |
| Day’s Lock                   | Schleuse         | 51° 38′ 19″ N, 1° 10′ 47″ W     | 1925      | mit Fußgängerbrücke, Vorgängerbau von 1789             |
| Clifton Hampden Bridge       | Straßenbrücke    | 51° 39′ 16,5″ N, 1° 12′ 37,8″ W | 1867      |                                                        |
| Appleford Railway Bridge     | Eisenbahnbrücke  | 51° 38′ 37,9″ N, 1° 14′ 25,3″ W | 1844      |                                                        |
| Sutton Bridge                | Eisenbahnbrücke  | 51° 38′ 59,3″ N, 1° 15′ 56,4″ W | 1807      |                                                        |
| Brücken bei den Sutton Pools | Fußgängerbrücken | 51° 38′ 46,8″ N, 1° 16′ 20,4″ W |           | Brücken zwischen vier Flussinseln und beiden Ufern     |
| Culham Lock                  | Schleuse         | 51° 38′ 58,1″ N, 1° 16′ 24,2″ W | 1809      | mit Fußgängerbrücke                                    |
| Abingdon Bridge              | Straßenbrücke    | 51° 40′ 6,9″ N, 1° 16′ 46″ W    | 1927      | Vorgängerbrücke von 1422                               |
| Abingdon Lock                | Schleuse         | 51° 40′ 15″ N, 1° 16′ 10,7″ W   | 1905      | mit Fußgängerbrücke, Vorgängerbau von 1790             |
| Nuneham Railway Bridge       | Eisenbahnbrücke  | 51° 40′ 9,2″ N, 1° 14′ 26,7″ W  | 1929      | Vorgängerbau von 1844                                  |
| Sandford Lock                | Schleuse         | 51° 42′ 29,6″ N, 1° 13′ 57,9″ W | 1973      | mit Fußgängerbrücke, Vorgängerbauten von 1631 und 1839 |
| Kennington Railway Bridge    | Eisenbahnbrücke  | 51° 43′ 15,9″ N, 1° 14′ 32,2″ W | 1923      | Vorgängerbau von 1864                                  |
| Isis Bridge                  | Straßenbrücke    | 51° 43′ 30″ N, 1° 14′ 29″ W     | 1965      |                                                        |
| Iffley Lock                  | Schleuse         | 51° 43′ 44,5″ N, 1° 14′ 24,6″ W | 1927      | mit Fußgängerbrücke, Vorgängerbau von 1631             |
| Donnington Bridge            | Straßenbrücke    | 51° 44′ 8,2″ N, 1° 14′ 31,3″ W  | 1962      |                                                        |
| Folly Bridge                 | Straßenbrücke    | 51° 44′ 46,1″ N, 1° 15′ 22,8″ W | 1827      | mehrere Vorgängerbauten seit 1085                      |
| Grandport Bridge             | Fußgängerbrücke  | 51° 44′ 49,1″ N, 1° 15′ 38,7″ W | 1930      |                                                        |
| Gasworks Bridge              | Fußgängerbrücke  | 51° 44′ 45,9″ N, 1° 15′ 48,8″ W | 1886      |                                                        |
| Osney Rail Bridge            | Eisenbahnbrücke  | 51° 44′ 49,2″ N, 1° 16′ 1,1″ W  | 1850/1887 |                                                        |
| Osney Bridge                 | Straßenbrücke    | 51° 45′ 9,1″ N, 1° 16′ 21,3″ W  | 1885      |                                                        |

## Von Oxford nach Cricklade
| Übergang                 | Typ             | Koordinaten                     | Eröffnung | Bemerkungen                                |
| ------------------------ | --------------- | ------------------------------- | --------- | ------------------------------------------ |
| Medley Footbridge        | Fußgängerbrücke | 51° 45′ 49,8″ N, 1° 16′ 48,8″ W | 1865      |                                            |
| Godstow Bridge           | Straßenbrücke   | 51° 46′ 46,9″ N, 1° 17′ 59″ W   | 1792      |                                            |
| A34 Road Bridge          | Straßenbrücke   | 51° 46′ 51″ N, 1° 18′ 11,3″ W   | 1961      |                                            |
| Swinford Toll Bridge     | Straßenbrücke   | 51° 46′ 27,8″ N, 1° 21′ 33,3″ W | 1769      | mautpflichtig                              |
| Pinkhill Lock            | Schleuse        | 51° 45′ 37″ N, 1° 21′ 51,8″ W   | 1898      | mit Fußgängerbrücke, Vorgängerbau von 1791 |
| Hart’s Weir              | Fußgängerbrücke | 51° 42′ 23,9″ N, 1° 23′ 36″ W   | 1879      |                                            |
| Newbridge                | Straßenbrücke   | 51° 42′ 35,6″ N, 1° 25′ 2,1″ W  | 14. Jh.   | älteste bestehende Themsebrücke            |
| Shifford Lock            | Schleuse        | 51° 42′ 17,9″ N, 1° 28′ 13,9″ W | 1898      | mit Fußgängerbrücke                        |
| Shifford Cut Footbridge  | Fußgängerbrücke | 51° 42′ 8,6″ N, 1° 28′ 19,9″ W  |           |                                            |
| Duxford Footbridge       | Fußgängerbrücke | 51° 41′ 54,8″ N, 1° 27′ 58,2″ W |           |                                            |
| Tenfoot Bridge           | Fußgängerbrücke | 51° 41′ 38″ N, 1° 29′ 23,1″ W   | 1869      |                                            |
| Tadpole Bridge           | Straßenbrücke   | 51° 42′ 5,5″ N, 1° 31′ 1,7″ W   | 1784      |                                            |
| Rushey Lock              | Schleuse        | 51° 41′ 53,3″ N, 1° 32′ 3,9″ W  | 1898      | mit Fußgängerbrücke, Vorgängerbau von 1790 |
| Old Man’s Bridge         | Fußgängerbrücke | 51° 41′ 59″ N, 1° 34′ 5,3″ W    | 1894      |                                            |
| Radcot Bridge            | Straßenbrücke   | 51° 41′ 36,5″ N, 1° 35′ 19″ W   | 1787      | mehrere Vorgängerbauten seit ca. 1200      |
| Eaton Footbridge         | Fußgängerbrücke | 51° 41′ 6,3″ N, 1° 38′ 40,8″ W  | 1936      |                                            |
| Buscot Lock              | Schleuse        | 51° 40′ 52″ N, 1° 40′ 6″ W      | 1790      | mit Fußgängerbrücke                        |
| Bloomers Hole Footbridge | Fußgängerbrücke | 51° 41′ 15,3″ N, 1° 40′ 31,2″ W | 2000      |                                            |
| St John’s Bridge         | Straßenbrücke   | 51° 41′ 22,2″ N, 1° 40′ 44,1″ W | 1886      |                                            |
| Halfpenny Bridge         | Straßenbrücke   | 51° 41′ 32,5″ N, 1° 41′ 33,9″ W | 1792      | ab hier ist die Themse schiffbar           |
| Brücke bei Round Ho      | Fußgängerbrücke | 51° 41′ 18″ N, 1° 42′ 16,3″ W   |           |                                            |
| Hannington Bridge        | Straßenbrücke   | 51° 39′ 48″ N, 1° 44′ 57″ W     | 1841      |                                            |
| Castle Eaton Bridge      | Straßenbrücke   | 51° 39′ 39,4″ N, 1° 47′ 33,2″ W | 1893      |                                            |
| Water Eaton House Bridge | Fußgängerbrücke | 51° 38′ 39″ N, 1° 49′ 20,9″ W   | 1893      |                                            |
| Eysey Footbridge         | Fußgängerbrücke | 51° 38′ 42,6″ N, 1° 50′ 18,1″ W |           |                                            |
| A419 Road Bridge         | Straßenbrücke   | 51° 38′ 34,3″ N, 1° 50′ 43,2″ W | 1988      |                                            |
| Brücke bei Cricklade     | Straßenbrücke   | 51° 38′ 36,5″ N, 1° 51′ 5,6″ W  |           | Zugang zur Kläranlage (nur für Personal)   |
| Cricklade High Bridge    | Straßenbrücke   | 51° 38′ 40,1″ N, 1° 51′ 17,4″ W | 1852      |                                            |

## Jenseits von Cricklade
Es werden nicht alle Brücken jenseits von Cricklade aufgeführt. Nicht erwähnt werden beispielsweise kleine landwirtschaftliche Brücken, die den Zugang zu einzelnen Feldern ermöglichen oder Brücken zu einzelnen Grundstücken in Ashton Keynes.
| Übergang                                              | Typ             | Koordinaten                     | Bemerkungen                                   |
| ----------------------------------------------------- | --------------- | ------------------------------- | --------------------------------------------- |
| North Meadow                                          | Fußgängerbrücke | 51° 39′ 5,1″ N, 1° 52′ 31″ W    |                                               |
| Brücke der Midland and South Western Junction Railway | Fußgängerbrücke | 51° 39′ 4,3″ N, 1° 52′ 55″ W    | ehemalige Eisenbahnbrücke                     |
| Hailstone House                                       | Fußgängerbrücke | 51° 38′ 57,3″ N, 1° 53′ 11″ W   |                                               |
| Manor Farm                                            | Straßenbrücke   | 51° 38′ 23,9″ N, 1° 54′ 10,5″ W |                                               |
| Brook Farm                                            | Straßenbrücke   | 51° 38′ 23,2″ N, 1° 54′ 14,3″ W |                                               |
| Waterhay Bridge                                       | Straßenbrücke   | 51° 38′ 17,2″ N, 1° 54′ 52,9″ W |                                               |
| Wheatleys Farm                                        | Fußgängerbrücke | 51° 38′ 20″ N, 1° 55′ 25″ W     |                                               |
| High Road, Ashton Keynes                              | Straßenbrücke   | 51° 38′ 25,1″ N, 1° 55′ 51,2″ W |                                               |
| The Derry, Ashton Keynes                              | Straßenbrücke   | 51° 38′ 30,5″ N, 1° 55′ 56,2″ W |                                               |
| Gosditch, Ashton Keynes                               | Straßenbrücke   | 51° 38′ 41,7″ N, 1° 56′ 7″ W    |                                               |
| Church Walk, Ashton Keynes                            | Straßenbrücke   | 51° 38′ 47,8″ N, 1° 56′ 10,5″ W |                                               |
| Church Lane, Ashton Keynes                            | Straßenbrücke   | 51° 38′ 48″ N, 1° 56′ 13,8″ W   |                                               |
| B4696 road                                            | Straßenbrücke   | 51° 38′ 46,1″ N, 1° 56′ 31,4″ W |                                               |
| Brücke                                                | Fußgängerbrücke | 51° 38′ 45,6″ N, 1° 56′ 56,7″ W |                                               |
| Somerford Lagoon                                      | Straßenbrücke   | 51° 38′ 43,3″ N, 1° 57′ 37,5″ W |                                               |
| Brücke                                                | Fußgängerbrücke | 51° 38′ 48,2″ N, 1° 57′ 45,9″ W |                                               |
| Brücke                                                | Straßenbrücke   | 51° 38′ 51,3″ N, 1° 57′ 57,8″ W |                                               |
| Brücke                                                | Straßenbrücke   | 51° 38′ 52,2″ N, 1° 58′ 1,9″ W  |                                               |
| Brücke                                                | Straßenbrücke   | 51° 38′ 54″ N, 1° 58′ 8,4″ W    |                                               |
| Brücke                                                | Fußgängerbrücke | 51° 38′ 59,1″ N, 1° 58′ 17″ W   |                                               |
| Spine Road                                            | Straßenbrücke   | 51° 39′ 2,5″ N, 1° 58′ 23,6″ W  |                                               |
| Neigh Bridge                                          | Straßenbrücke   | 51° 39′ 6″ N, 1° 58′ 28,5″ W    |                                               |
| Brooklands Farm                                       | Straßenbrücke   | 51° 40′ 27,5″ N, 1° 59′ 44,1″ W |                                               |
| Parker’s Bridge                                       | Straßenbrücke   | 51° 40′ 30,8″ N, 2° 0′ 25,2″ W  |                                               |
| A429 road                                             | Straßenbrücke   | 51° 40′ 47,6″ N, 2° 0′ 53,5″ W  |                                               |
| A433 road                                             | Straßenbrücke   | 51° 41′ 24,3″ N, 2° 1′ 19,6″ W  | Fosse Way (Römerstraße) nahe der Themsequelle |